# Lijst van beschermd erfgoed in La Roche-en-Ardenne
Onderstaande tabel geeft een overzicht van de beschermde erfgoederen in de gemeente La Roche-en-Ardenne. Het beschermd erfgoed maakt deel uit van het cultureel erfgoed in België.
| Object | Bouwjaar/architect | Deelgemeente | Adres                 | Coördinaten                   | Nummer?                | Afbeelding |
| --- | ------------------ | ------------ | --------------------- | ----------------------------- | ---------------------- | --- |
| Kapel Sainte-Marguerite |                    |              | rue Sainte-Marguerite | 50° 11' 1" NB, 5° 34' 48" OL  | 83031-CLT-0001-01 Info | |
| Oud kasteel van La Roche-en-Ardenne |                    |              | rue du Vieux Château  | 50° 10' 56" NB, 5° 34' 36" OL | 83031-CLT-0003-01 Info | Oud kasteel van La Roche-en-Ardenne |
| Terreinen met rotsen genaamd "les Cailloux de Mousny" |                    |              |                       | 50° 6' 18" NB, 5° 35' 53" OL  | 83031-CLT-0004-01 Info | |
| Fange aux Mochettes |                    |              |                       | 50° 13' 12" NB, 5° 39' 53" OL | 83031-CLT-0005-01 Info | |
| Gebouw in gehucht Cielle, centrum van het dorp, thans boerderij, inclusief bijgebouwen n°45 |                    |              | Marcourt              | 50° 11' 41" NB, 5° 33' 38" OL | 83031-CLT-0006-01 Info | |
| Site van Hérou: meanders van de Ourthe: gebied van bijzondere waarde |                    |              |                       | 50° 8' 57" NB, 5° 38' 54" OL  | 83031-CLT-0007-01 Info | |
| Ensemble van de site Cheslé en de vallei van de Ourthe tussen Nisramont en Naboge, en de versterking van de Cheslé te Berismenil en oude paden die slingeren langs de meanderende Ourthe, met inbegrip van het irrigratiebereik van pré Baltazar uit de 18e eeuw, beginnende in het zuidelijke puntje en langs de oever en de rivierbedding tot aan de hoogte van Hache. Daarnaast de oprichting van twee beschermde gebieden: zone Basse-Noupré en zone Sasseux en Les Houba. |                    |              |                       | 50° 10' 12" NB, 5° 38' 43" OL | 83031-CLT-0008-01 Info | Ensemble van de site Cheslé en de vallei van de Ourthe tussen Nisramont en Naboge, en de versterking van de Cheslé te Berismenil en oude paden die slingeren langs de meanderende Ourthe, met inbegrip van het irrigratiebereik van pré Baltazar uit de 18e eeuw, beginnende in het zuidelijke puntje en langs de oever en de rivierbedding tot aan de hoogte van Hache. Daarnaast de oprichting van twee beschermde gebieden: zone Basse-Noupré en zone Sasseux en Les Houba. |
| De modder te Mochetti |                    |              |                       | 50° 13' 12" NB, 5° 39' 53" OL | 83031-PEX-0001-01 Info | |
| Ensemble van de site Cheslé en de vallei van de Ourthe tussen Naboge en Nisramont |                    |              |                       | 50° 10' 12" NB, 5° 38' 43" OL | 83031-PEX-0002-01 Info | |
| Site van Hérou (meanders van de Ourthe): gebied van bijzondere waarde |                    |              |                       | 50° 8' 57" NB, 5° 38' 54" OL  | 83031-PEX-0003-01 Info | |